# 週刊ディアス
『週刊ディアス』（しゅうかんディアス、DIAS）は、2001年7月、光文社から創刊された週刊誌。『週刊宝石』の後継誌とされ、朝日新聞の『AERA』を踏襲したが、翌2002年3月に休刊した。
創刊号の表紙は奥田民生。30歳男性をターゲットとしていたため、表紙右上に「Mr.30th」というアイコンが掲載されている。DIASとはスペイン語で「dia（ディア）」が一日を意味し、その複数形「dias」は「時代」、「一生」などを意味するためとされる。また、喜望峰を発見したポルトガルの航海士バルトロメウ・ディアスにもちなむ。
発行人は横田可也、編集人は三橋和夫。